# Dohrniphora foveolata
Dohrniphora foveolata är en tvåvingeart som beskrevs av Borgmeier 1960. Dohrniphora foveolata ingår i släktet Dohrniphora och familjen puckelflugor. Inga underarter finns listade i Catalogue of Life.